# Canthidium darwini
Canthidium darwini là một loài bọ cánh cứng trong họ Bọ hung (Scarabaeidae).